# Max Weinhold
Max Weinhold, né le 30 avril 1982 à Munich, est un joueur allemand de hockey sur gazon. Il évolue au poste de gardien de but. Il était membre de l'équipe nationale masculine aux Jeux Olympiques 2008 à Pékin où l'Allemagne à remporté la première place. Il a également remporté la médaille d'or avec son pays aux Jeux Olympiques de Londres en 2012.
Il a également joué pour le Rot-Weiss Köln de Cologne.

## Palmarès
- Jeux olympiques d'été de 2008 : or
- Jeux olympiques d'été de 2012 : or
- Championnat d'Europe de hockey sur gazon masculin 2011 : or
- 2007 Men's Hockey Champions Trophy (en) : or